# Симона Халачева
Симона Халачева е българска актриса. Известна е с изявите на Театър „София“, както и с ролята на Мирослава в „Откраднат живот“.

## Биография
Родена е на 4 септември 1989 г. в град София, България.
Завършва Първа частна английска гимназия „Уилям Шекспир“ и НАТФИЗ „Кръстю Сарафов“ със специалност „Актьорско майсторство за драматичен театър“ в класа на проф. Стефан Данаилов с награда „НАЙ-НАЙ-НАЙ“ през 2012 г., където учи с Ралица Паскалева и Иля Пепеланов.
През 2018 г. Халачева завършва фотография в Националната художествена академия.

### Актьорска кариера
Участва в спектаклите „Пет жени в еднакви рокли“ от Алън Бол в театър „Сълза и смях“ на режисьора Боил Банов, и „Животът е прекрасен“ на Николай Ердман в Народния театър „Иван Вазов“ на режисьора Александър Морфов.
Халачева е в трупата на Театър „София“, където дебютира в мюзикъла „Скачай!“ на Здрава Каменова и режисьора Калин Ангелов. В трупата на театъра е известна с ролите си на Есмералда в Парижката Света Богородица, Мария в „Напразни усилия за любовта“, Анка в „Госпожа Министершата“, Пилето в „Ян Бибиян“, Майката в „Сватбата на древния буржоа“, Проститутката в „Комедия от лъжи“, Уенди в „Питър Пан“, Санди в „Олд Сейбрук и последният страстен любовник“, Валски в „Ние сме вечни“, Нанси в „Нощта на 16-ти януари“, Ундис в „Рони, дъщерята на разбойника“, Магда в „Апетит за череши“, Кити Счербатская в „Анна Каренина“, Сирената в „Малката морска сирена“, Агата във „Франкенщайн“, Марин в „Кашонът“, Рая в „Цветята“ и други.
Халачева участва в игрални филми, телевизионни продукции, рекламни и музикални клипове. Сред ролите ѝ в киното и телевизията са Магдалена Пенева в „Забранена любов“, Лили Младенова в „Къде е Маги?“, Гюла в „Дамасцена. Преходът“, Ася в „Дъвка за балончета“, Мирослава в „Откраднат живот“ и Ирина в „Чичо Коледа“.

## Участия в театъра
Театър „НАТФИЗ“
- „Добрият доктор“ от Нийл Саймън – постановка проф. Стефан Данаилов[2]
- „Интимно в асансьора“ от Жерар Лозие – постановка проф. Стефан Данаилов[3]
- „Както ви хареса“ на Уилям Шекспир – режисьор проф. Стефан Данаилов, превод Валери Петров[4]

Открита сцена „Сълза и смях“
- 2012 – „Пет жени в еднакви рокли“ от Алън Бол – режисьор Боил Банов[5][6]

Народен театър „Иван Вазов“
- „Животът е прекрасен“ от Николай Ердман – спектакъл на Александър Морфов, масовка[7]

Театър „София“
- 2012 – „Агнес“ от Михаил Вешим – режисьор Съни Сънински[9]
- 2012 – „Скачай!“ от Здрава Каменова – режисьор Калин Ангелов[10][11][12][13]
- 2013 – Есмералда в „Парижката Света Богородица“ от Виктор Юго – постановка Лилия Абаджиева[14]
- 2013 – Мария в „Напразни усилия на любовта“ от Уилям Шекспир – режисьор Крис Шарков[15]
- 2014 – Анка в „Госпожа Министершата“ от Бранислав Нушич – режисьор Недялко Делчев[16][17]
- 2014 – Пилето в „Ян Бибиян“ от Елин Пелин – режисьор Бисерка Колевска[18]
- 2014 – Майката в „Сватбата на древния буржоа“ от Бертолт Брехт – режисьор Петринел Гочев[19][20]
- 2014 – „Генерална репетиция за самоубийство“ от Душан Ковачевич – режисьор Недялко Делчев[21][22][23]
- 2015 – Уенди в „Питър Пан“ от Сър Джеймс Матю Бари – режисьор Бисерка Колевска[24]
- 2015 – Проституката в „Комедия от лъжи“ от Душан Ковачевич – режисьор Недялко Делчев[25]
- 2015 – Санди в „Олд Сейбрук и Последният страстен любовник“ от Уди Алън и Нийл Саймън – режисьор Николай Поляков
- 2015 – Нанси в „Нощта на 16-ти януари“ от Айн Ранд – режисьор Пламен Марков[26][27]
- 2016 – Ундис в „Роня, дъщерята на разбойника“ от Астрид Линдгрен – режисьор Катя Петрова[28][29]
- 2016 – Магда в „Апетит за череши“ (мюзикъл от Агнешка Ошецка и Мачей Малецки) – режисьор Ана Батева[30][31][32]
- 2016 – Кити Счербатская в „Анна Каренина“ от Лев Толстой – режисьор Николай Поляков[33][34]
- 2016 – Сирената в „Малката морска сирена“ – по приказката на Катрин Ан – режисьор Василена Радева[35][36][37]
- 2017 – Дуняша в „Женитба“ от Николай Гогол – режисьор Елена Панайотова[38][39][40]
- 2017 – Агата във „Франкенщайн“ от Ник Диър – спектакъл на Стайко Мурджев[41][42][43][44]
- 2018 – „Закачане“ – режисьор Неда Соколовска[45][46][47][48]
- 2019 – Анжелик в „Развратникът“ от Е. Е. Шмит – режисьор Стоян Радев[49][50][51]
- 2020 – „На четири уши и унижението“ от Питър Шафър – режисьор Тея Сугарева[52][53][54]
- 2020 – „Кашонът“ от Клеман Мишел – режисьор Калин Ангелов[55][56][57]
- 2021 – „Цветята“ от Теодора Иванова-Додо – режисьор Калин Асенов[58][59][60][61][62][63][64][65]

## Филмография
Сериали
- „Забранена любов“ (2008) – Магдалена Пенева, дъщеря на Александър и Цветелина, ученичка
- „Къде е Маги?“ (2012) – Лили Младенова; бивша секретарка в Холдинг Табакови[66]
- „Откраднат живот“ (2019) – Мирослава Иванова[67]

Игрални филми
- „Дъвка за балончета“ (2017) – Ася
- „Вездесъщият“ (2017) – Приятелка на Джими
- „Дамасцена: Преходът“ (2019) – Гюла
- „Чичо Коледа“ (2021) – Ирина

Късометражни филми
- „Одраскан“ (2011) – Ани
- „Може би утре“ (2017)